# Chumuckla, Florida
Chumuckla, Florida (енгл. Chumuckla) насељено је место без административног статуса у америчкој савезној држави Флорида.

## Демографија
По попису из 2010. године број становника је 850.
| Група             | 2000.    | 2010.       |
| Белци             | 0 (0,0%) | 806 (94,8%) |
| Афроамериканци    | 0 (0,0%) | 4 (0,5%)    |
| Азијати           | 0 (0,0%) | 5 (0,6%)    |
| Хиспаноамериканци | 0 (0,0%) | 6 (0,7%)    |
| Укупно            | 0        | 850         |